# Gran Premio del Giappone 2016
Il Gran Premio del Giappone 2016 è stata la diciassettesima prova della stagione 2016 del campionato mondiale di Formula 1. La gara, disputatasi domenica 9 ottobre 2016 sul circuito di Suzuka, è stata vinta da Nico Rosberg su Mercedes. Rosberg, al suo ventitreesimo ed ultimo successo nel mondiale, ha preceduto sul traguardo Max Verstappen su Red Bull Racing-TAG Heuer ed il suo compagno di squadra Lewis Hamilton, al centesimo podio in Formula 1.
Grazie ai risultati del gran premio, la Mercedes AMG F1 si è aggiudicata, per la terza volta, il titolo del Campionato mondiale costruttori di Formula 1.

## Vigilia

### Sviluppi futuri
Gli organizzatori del Gran Premio d'Europa, che nella stagione 2016, si è tenuto a Baku, capitale dell'Azerbaigian, chiedono alla FIA di poter modificare la denominazione della gara in Gran Premio dell'Azerbaigian, per la stagione 2017.

### Analisi per il campionato costruttori
La Mercedes comanda la classifica riservata ai costruttori, con 194 punti di margine sulla Red Bull Racing. La casa tedesca vincerebbe il mondiale, già al termine di questa gara, qualora non perdesse più di 22 punti sulla scuderia austriaca.

### Aspetti tecnici
Per questa gara la Pirelli, fornitrice unica degli pneumatici, porta mescole di tipo hard, medium e soft. Un extra set di questo tipo di gomme verrà attribuito ai piloti che partecipano alla Q3, in qualifica. Al termine della stessa, tale set dovrà essere restituito.
La Federazione Internazionale dell'Automobile stabilisce che i piloti potranno utilizzare il Drag Reduction System solo sul rettilineo dei box, con punto per la determinazione del distacco fra piloti indicato prima del Casio Triangle.
La McLaren decide di montare, sulla vettura di Fernando Alonso, il motore Honda evoluto, già testato nel corso del weekend del gran premio malese. La FIA accetta la richiesta della Honda di pagare, per l'evoluzione del motore, già presentata in Malesia, un solo gettone di sviluppo, e non due, come inizialmente considerato; ciò perché la modifica del blocco termico sarebbe avvenuta per migliorare l'affidabilità della power unit, e non le sue prestazioni. Alla Honda restano così due gettoni di sviluppo, ancora utilizzabili, entro il termine della stagione.

### Aspetti sportivi
Emanuele Pirro è nominato dalla FIA commissario aggiunto per la gara. L'ex pilota di F1 ha già svolto in passato tale funzione, l'ultima al Gran Premio di Monaco.
Il pilota della Ferrari, Sebastian Vettel, è riconosciuto colpevole per un incidente alla prima curva del precedente Gran Premio della Malesia; viene perciò penalizzato di tre posizioni, sulla griglia di partenza, del Gran Premio del Giappone.
In questa stagione, il gran premio è sponsorizzato dalla linea aerea Emirates.

## Prove

### Resoconto
Nico Rosberg ha preceduto di circa due decimi il suo compagno di team, Lewis Hamilton, nella prima sessione di prove del venerdì. Il britannico si è lamentato per la scarsa potenza espressa dalla sua power unit. Dietro alle due Mercedes si sono classificate le due Ferrari e le due Red Bull Racing. Mentre le due vetture italiane hanno utilizzato le gomme soft, le due vetture angloaustriache hanno diversificato il loro lavoro, utilizzando sia coperture hard che medium. Fernando Alonso è uscito di pista alla curva Spoon, toccando le barriere con il retro della sua McLaren.
Rosberg si è confermato anche nella seconda sessione del Venerdì. Anche in questa occasione il leader del campionato ha preceduto il suo compagno di scuderia, Lewis Hamilton, ma solo per 27 millesimi. Al terzo posto si è portato Kimi Räikkönen, con un tempo di tre decimi più alto di quello del tedesco. Sulla vettura di Rosberg vi è stato anche un piccolo problema tecnico, dovuto a una perdita d'olio, mentre Räikkönen è stato limitato da un guasto all'accensione. Il problema più grave però è capitato al turbo della Haas di Esteban Gutiérrez, che ha dovuto parcheggiare la sua vettura alla Degner, tanto che la direzione di gara ha stabilito, nel punto, la Virtual Safety Car.
La terza sessione inizia con pista umida: i piloti utilizzano inizialmente gomme da bagnato intermedio, ma presto preferiscono rientrare ai box. Fernando Alonso, dopo circa venti minuti, è il primo pilota ad affrontare il tracciato con pneumatici slick. Il miglior tempo di sessione è ancora di Nico Rosberg, che precede Daniel Ricciardo. I due sono stati favoriti anche dal fatto di non aver trovato troppo traffico, sul circuito, nel corso del loro giro migliore. Così non accade per Sebastian Vettel, comunque autore del terzo tempo, ma costretto a rallentare nel corso del suo primo giro lanciato, dovendo così ricorrere a un secondo giro veloce per cercare il tempo migliore. Hamilton, invece, rallentato a più riprese da altre monoposto, ha preferito rinunciare alla ricerca del giro veloce. Al termine delle prove la Manor sostituisce il cambio sulla vettura di Pascal Wehrlein, che viene così penalizzato di cinque posizioni sulla griglia di partenza.

### Risultati
Nella prima sessione del venerdì si è avuta questa situazione:
| Pos | Nº | Pilota           | Costruttore | Tempo    | Gap    | Giri |
| --- | -- | ---------------- | ----------- | -------- | ------ | ---- |
| 1   | 6  | Nico Rosberg     | Mercedes    | 1'32"431 |        | 24   |
| 2   | 44 | Lewis Hamilton   | Mercedes    | 1'32"646 | +0"215 | 21   |
| 3   | 5  | Sebastian Vettel | Ferrari     | 1'33"525 | +1"094 | 19   |

Nella seconda sessione del venerdì si è avuta questa situazione:
| Pos | Nº | Pilota         | Costruttore | Tempo    | Gap    | Giri |
| --- | -- | -------------- | ----------- | -------- | ------ | ---- |
| 1   | 6  | Nico Rosberg   | Mercedes    | 1'32"250 |        | 35   |
| 2   | 44 | Lewis Hamilton | Mercedes    | 1'32"322 | +0"072 | 35   |
| 3   | 7  | Kimi Räikkönen | Ferrari     | 1'32"573 | +0"323 | 26   |

Nella sessione del sabato mattina si è avuta questa situazione:
| Pos | Nº | Pilota           | Costruttore               | Tempo    | Gap    | Giri |
| --- | -- | ---------------- | ------------------------- | -------- | ------ | ---- |
| 1   | 6  | Nico Rosberg     | Mercedes                  | 1'32"092 |        | 14   |
| 2   | 3  | Daniel Ricciardo | Red Bull Racing-TAG Heuer | 1'32"394 | +0"302 | 10   |
| 3   | 5  | Sebastian Vettel | Ferrari                   | 1'32"731 | +0"639 | 13   |

## Qualifiche

### Resoconto
La prima fase delle qualifiche si tiene con pista umida ma niente pioggia. Le Mercedes si portano subito al comando della graduatoria, seguite dalle due Red Bull Racing, con Nico Hülkenberg che riesce a inserirsi fra questi due blocchi di vetture. La lotta per l'accesso alla fase seguente è molto accesa, visto che vi è un solo secondo di distacco fra il sesto e il sedicesimo. Nella fase centrale della Q1 le due Ferrari prendono la vetta, con Kimi Räikkönen preceduto da Sebastian Vettel, di quindici millesimi.
Nella parte finale le vetture della scuderia italiana e le Mercedes decidono di non affrontare più la pista, come fanno invece le altre monoposto, comprese le due Red Bull. Jenson Button rientra fra i qualificati, all'ultimo tentativo, fino all'exploit delle Williams, che ricacciano l'inglese al diciassettesimo posto. Oltre al pilota della McLaren, vengono eliminati Kevin Magnussen, i due piloti della Sauber e i due della Manor.
Anche nella fase successiva le due Mercedes sono ancora le più rapide, affrontando subito la pista. Alle loro spalle, staccato di piazza Daniel Ricciardo, prima di essere battuto da Räikkönen. Anche in questa sessione le distanze tra le vetture, ad eccezione delle prime due, sono molto limitate. Le Williams decidono di effettuare un solo tentativo, anche se ciò non è sufficiente a qualificarsi per la Q3. Oltre a Bottas e Massa, sono eliminati anche i piloti della Scuderia Toro Rosso, oltre ai piloti superstiti di McLaren (Fernando Alonso) e Renault (Jolyon Palmer).
Nella fase decisiva Nico Rosberg fa segnare il tempo migliore, battuto però da Lewis Hamilton. Segue Kimi Räikkönen, che precede il compagno di team Sebastian Vettel e le due Red Bull. Questi quattro piloti sono divisi da appena 56 millesimi. Nel secondo tentativo Kimi Räikkönen è capace di sopravanzare Rosberg ma, quando le due vetture tedesche giungono al traguardo, proprio Rosberg è capace di migliorarsi e battere Hamilton, e conquistando la trentesima ed ultima pole position nel mondiale, per soli 13 millesimi di vantaggio, sull'inglese. Le altre posizioni rimangono immutate, con Vettel (comunque penalizzato) davanti al duo della Red Bull. Al termine delle qualifiche Kevin Magnussen e Felipe Massa subiscono una reprimenda dai commissari, per la loro eccessiva lentezza nel rientrare ai box, al termine della Q1. La Scuderia Ferrari sostituisce, sulla monoposto di Kimi Räikkönen il cambio; il finlandese è così penalizzato di 5 posizioni sulla griglia di partenza. Anche Jenson Button, a seguito della sostituzione di diverse componenti della power unit, subisce una penalizzazione di 35 posizioni, sulla griglia di partenza, che lo relegano in ultima posizione.

### Risultati
Nella sessione di qualifica si è avuta questa situazione:
| Pos                         | Nº | Pilota            | Costruttore               | Q1       | Q2       | Q3       | Griglia |
| --------------------------- | -- | ----------------- | ------------------------- | -------- | -------- | -------- | ------- |
| 1                           | 6  | Nico Rosberg      | Mercedes                  | 1'31"858 | 1'30"714 | 1'30"647 | 1       |
| 2                           | 44 | Lewis Hamilton    | Mercedes                  | 1'32"218 | 1'31"129 | 1'30"660 | 2       |
| 3                           | 7  | Kimi Räikkönen    | Ferrari                   | 1'31"674 | 1'31"406 | 1'30"949 | 8       |
| 4                           | 5  | Sebastian Vettel  | Ferrari                   | 1'31"659 | 1'31"227 | 1'31"028 | 6       |
| 5                           | 33 | Max Verstappen    | Red Bull Racing-TAG Heuer | 1'32"487 | 1'31"489 | 1'31"178 | 3       |
| 6                           | 3  | Daniel Ricciardo  | Red Bull Racing-TAG Heuer | 1'32"538 | 1'31"719 | 1'31"240 | 4       |
| 7                           | 11 | Sergio Pérez      | Force India-Mercedes      | 1'32"682 | 1'32"237 | 1'31"961 | 5       |
| 8                           | 8  | Romain Grosjean   | Haas-Ferrari              | 1'32"458 | 1'32"176 | 1'31"961 | 7       |
| 9                           | 27 | Nico Hülkenberg   | Force India-Mercedes      | 1'32"448 | 1'32"200 | 1'32"142 | 9       |
| 10                          | 21 | Esteban Gutiérrez | Haas-Ferrari              | 1'32"620 | 1'32"155 | 1'32"547 | 10      |
| 11                          | 77 | Valtteri Bottas   | Williams-Mercedes         | 1'32"383 | 1'32"315 | N.D.     | 11      |
| 12                          | 19 | Felipe Massa      | Williams-Mercedes         | 1'32"562 | 1'32"380 | N.D.     | 12      |
| 13                          | 26 | Daniil Kvjat      | STR-Ferrari               | 1'32"645 | 1'32"623 | N.D.     | 13      |
| 14                          | 55 | Carlos Sainz Jr.  | STR-Ferrari               | 1'32"789 | 1'32"685 | N.D.     | 14      |
| 15                          | 14 | Fernando Alonso   | McLaren-Honda             | 1'32"819 | 1'32"689 | N.D.     | 15      |
| 16                          | 30 | Jolyon Palmer     | Renault                   | 1'32"796 | 1'32"807 | N.D.     | 16      |
| 17                          | 22 | Jenson Button     | McLaren-Honda             | 1'32"851 | N.D.     | N.D.     | 22      |
| 18                          | 20 | Kevin Magnussen   | Renault                   | 1'33"023 | N.D.     | N.D.     | 17      |
| 19                          | 9  | Marcus Ericsson   | Sauber-Ferrari            | 1'33"222 | N.D.     | N.D.     | 18      |
| 20                          | 12 | Felipe Nasr       | Sauber-Ferrari            | 1'33"332 | N.D.     | N.D.     | 19      |
| 21                          | 31 | Esteban Ocon      | Manor-Mercedes            | 1'33"353 | N.D.     | N.D.     | 20      |
| 22                          | 94 | Pascal Wehrlein   | Manor-Mercedes            | 1'33"561 | N.D.     | N.D.     | 21      |
| Tempo limite 107%: 1'38"075 |    |                   |                           |          |          |          |         |

In grassetto sono indicate le migliori prestazioni in Q1, Q2 e Q3.

## Gara

### Resoconto
La partenza di Lewis Hamilton è molto negativa, tanto che il britannico, al termine del primo giro, è appena ottavo. Il poleman Nico Rosberg comanda la gara, davanti a Max Verstappen e Sergio Pérez. Dietro al messicano Daniel Ricciardo precede Sebastian Vettel, ma il ferrarista, già nel corso del primo giro, agguanta la quarta posizione. Il tedesco recupera ancora una posizione, al giro 2, quando passa Pérez.
Nelle retrovie, al quinto giro, Kimi Räikkönen strappa il sesto posto a Nico Hülkenberg, che cede, due giri dopo, anche a Lewis Hamilton. Al decimo passaggio effettuano la prima sosta le due Red Bull Racing; al giro 11 è il turno per Hülkenberg, seguito, dopo due giri da Rosberg, le due Ferrari e Pérez. Hamilton attende il giro tredici; nello stesso giro Räikkönen passa sia Pérez che Palmer, riportandosi in ottava posizione.
Nelle posizioni di testa sono ora inserite le due Williams, che non hanno effettuato il cambio gomme. Le due vetture inglesi sono però lente, e cedono in classifica, nei giri seguenti. Ha recuperato posizioni anche Hamilton, ora quarto, dietro a Vettel. La gara è comandata da Nico Rosberg su Max Verstappen. Dietro a Hamilton c'è Daniel Ricciardo, che precede Kimi Räikkönen, a sua volta davanti alle due Force India.
Le due Williams effettuano la loro sosta tra il venticinquesimo e il ventisettesimo giro, mentre Kimi Räikkönen, già al giro 26, si è fermato per la seconda volta. Tra gli altri piloti di testa il primo a fermarsi per la seconda volta è Nico Hülkenberg, che opta per le medie, al giro 29. Nei giri seguenti tutti compiono il secondo cambio gomme: l'ultimo è Vettel, che attende il trentaquattresimo passaggio, per montare gomme morbide. La classifica rimane invariata.
Nella parte finale del Gran Premio Hamilton si avvicina a Verstappen e tenta di attaccarlo all'ultima chicane, al giro 52; l'olandese resiste, mantenendo la seconda posizione. Nico Rosberg ottiene la sua ventitreesima e ultima vittoria. Per Hamilton è invece il centesimo podio, terzo pilota nella storia, dopo Alain Prost e Michael Schumacher, a ottenere tale risultato. La Mercedes si aggiudica, per il terzo anno consecutivo, il mondiale costruttori.

### Risultati
I risultati del Gran Premio sono i seguenti:
| Pos | Nº | Pilota            | Costruttore          | Giri | Tempo/Ritiro | Griglia | Punti |
| --- | -- | ----------------- | -------------------- | ---- | ------------ | ------- | ----- |
| 1   | 6  | Nico Rosberg      | Mercedes             | 53   | 1h26'43"333  | 1       | 25    |
| 2   | 33 | Max Verstappen    | Red Bull-TAG Heuer   | 53   | +4"978       | 3       | 18    |
| 3   | 44 | Lewis Hamilton    | Mercedes             | 53   | +5"776       | 2       | 15    |
| 4   | 5  | Sebastian Vettel  | Ferrari              | 53   | +20"269      | 6       | 12    |
| 5   | 7  | Kimi Räikkönen    | Ferrari              | 53   | +28"370      | 8       | 10    |
| 6   | 3  | Daniel Ricciardo  | Red Bull-TAG Heuer   | 53   | +33"941      | 4       | 8     |
| 7   | 11 | Sergio Pérez      | Force India-Mercedes | 53   | +57"495      | 5       | 6     |
| 8   | 27 | Nico Hülkenberg   | Force India-Mercedes | 53   | +59"177      | 9       | 4     |
| 9   | 19 | Felipe Massa      | Williams-Mercedes    | 53   | +1'37"763    | 12      | 2     |
| 10  | 77 | Valtteri Bottas   | Williams-Mercedes    | 53   | +1'38"323    | 11      | 1     |
| 11  | 8  | Romain Grosjean   | Haas-Ferrari         | 53   | +1'39"254    | 7       |       |
| 12  | 30 | Jolyon Palmer     | Renault              | 52   | +1 giro      | 16      |       |
| 13  | 26 | Daniil Kvjat      | STR-Ferrari          | 52   | +1 giro      | 13      |       |
| 14  | 20 | Kevin Magnussen   | Renault              | 52   | +1 giro      | 17      |       |
| 15  | 9  | Marcus Ericsson   | Sauber-Ferrari       | 52   | +1 giro      | 18      |       |
| 16  | 14 | Fernando Alonso   | McLaren-Honda        | 52   | +1 giro      | 15      |       |
| 17  | 55 | Carlos Sainz Jr.  | STR-Ferrari          | 52   | +1 giro      | 14      |       |
| 18  | 22 | Jenson Button     | McLaren-Honda        | 52   | +1 giro      | 22      |       |
| 19  | 12 | Felipe Nasr       | Sauber-Ferrari       | 52   | +1 giro      | 19      |       |
| 20  | 21 | Esteban Gutiérrez | Haas-Ferrari         | 52   | +1 giro      | 10      |       |
| 21  | 31 | Esteban Ocon      | Manor-Mercedes       | 52   | +1 giro      | 20      |       |
| 22  | 94 | Pascal Wehrlein   | Manor-Mercedes       | 52   | +1 giro      | 21      |       |

## Classifiche mondiali

### Piloti
| Pos | Pilota            | Punti |
| --- | ----------------- | ----- |
| 1   | Nico Rosberg      | 313   |
| 2   | Lewis Hamilton    | 280   |
| 3   | Daniel Ricciardo  | 212   |
| 4   | Kimi Räikkönen    | 170   |
| 5   | Max Verstappen    | 165   |
| 6   | Sebastian Vettel  | 165   |
| 7   | Valtteri Bottas   | 81    |
| 8   | Sergio Pérez      | 80    |
| 9   | Nico Hülkenberg   | 54    |
| 10  | Felipe Massa      | 43    |
| 11  | Fernando Alonso   | 42    |
| 12  | Carlos Sainz Jr.  | 30    |
| 13  | Romain Grosjean   | 28    |
| 14  | Daniil Kvjat      | 25    |
| 15  | Jenson Button     | 19    |
| 16  | Kevin Magnussen   | 7     |
| 17  | Jolyon Palmer     | 1     |
| 18  | Pascal Wehrlein   | 1     |
| 19  | Stoffel Vandoorne | 1     |

### Costruttori
| Pos | Costruttore          | Punti |
| --- | -------------------- | ----- |
| 1   | Mercedes             | 593   |
| 2   | Red Bull-TAG Heuer   | 385   |
| 3   | Ferrari              | 335   |
| 4   | Force India-Mercedes | 134   |
| 5   | Williams-Mercedes    | 124   |
| 6   | McLaren-Honda        | 62    |
| 7   | Toro Rosso-Ferrari   | 47    |
| 8   | Haas-Ferrari         | 28    |
| 9   | Renault              | 8     |
| 10  | Manor-Mercedes       | 1     |

## Polemiche dopo la gara
Al termine del gran premio, la Mercedes presenta un reclamo contro Max Verstappen, per la manovra effettuata per difendersi dall'attacco di Lewis Hamilton, negli ultimi giri della gara. La protesta non viene però appoggiata dal pilota britannico. La FIA aveva deciso, vista l'avvenuta partenza dei protagonisti della vicenda, dal tracciato, che la questione sarebbe stata dibattuta nel corso del successivo Gran Premio del Messico. In seguito la scuderia tedesca ha ritirato la protesta.